# 3059 Пріор
3059 Пріор (3059 Pryor) — астероїд головного поясу, відкритий 3 березня 1981 року.
Тіссеранів параметр щодо Юпітера — 3,602.